# Манн, Джонатан
Джонатан Манн (англ. Jonathan Mann, родился 9 апреля 1982 года) — американский автор-исполнитель, наиболее известен тем, что с 1 января 2009 года каждый день записывает новую песню и выкладывает на канал YouTube «Song A Day». Из-за большого числа записываемых песен, тексты песен зачастую отражают события, происходящие в тот день, в который песня загружена на канал. В текстах своих песен он делал отсылки к Стиву Джобсу, Полу Кругману, Рейчел Мэддоу, Стиву Возняку и многим другим.

## Биография

### Музыкальная карьера
Джонатан Манн начал сочинять песни в возрасте 12 лет, ещё до поступления в колледж Беннингтон. Он продолжил писать песни когда учился в калифорнийском институте искусств, где он вместе с Томасом Хьюзом написал рок-оперу «The Last Nympho Leprechaun». Когда Манн учился в аспирантуре, он написал сценарий и сыграл главную роль в рок-опере «The Mario Opera», основанной на серии игр про Mario. C тех пор он стал записывать альбомы под именами Forty Second Songs, The Nympho Leprechauns, Novox the Robot, GameJew, The Mario Opera, и просто Джонатан Манн. В 2006 году Джонатан стал загружать видео на YouTube в которых он изображал еврея-фаната Nintendo под именем GameJew. С 1 января 2009 года он запустил свой проект «Song A Day» («Песня в день»), в рамках которого каждый день записывает новую песню и выкладывает её на YouTube. Этот его проект вышел на национальный уровень, несколько его песен было показано на CNN.
В июле 2012 Манн решил выпустить альбом Song a Day: The Album, песни для которого он дал отобрать фанатам из тех, что он написал в рамках «Song A Day». Продюсером альбома стал сам Манн и два участника The Spinto Band — Ник Крилл и Томас Хьюз.

## Известные композиции
- Его наиболее просматриваемое видео, "The iPhone Antenna Song, " было воспроизведено исполнительным директором Apple Стивом Джобсом в начале пресс-коонференции посвящённой iPhone 4[4].
- Рекламная мелодия «Bing Goes the Internet» выиграла конкурс звонков Microsoft Bing, но была признана «худшим звонком в мире» сайтом Techcrunch[1].
- Песня «Hey, Paul Krugman!», посвящённая экономисту Полу Кругману, была в живую исполнена на шоу The Rachel Maddow Show[5].
- Жена сооснователя Apple Стива Возняка — Джанет Хилл, доверила Манну написать песню к 60-летию Возняка. Саму песню, «That’s Just the Woz», Возняк назвал лучшим подарком из тех что получал[6].
- Манн написал официальную тему к конференции TEDMED 2011, а также выступил в качестве основного оратора конференции[7].
- Так же Манн Дважды пел дуэтом с голосовым помощником iOS Siri[8].

## Дискография
- «The Arctic Mountains in Your Heart» (2016)
- «Love is the Most Powerful Magic EP» (2015)
- «Every Day. EP» (2014)
- «Animals» (2014)
- «Song A Day: Year Five» (2013)
- «Song A Day: Year Four» (2012)
- "Song A Day: The Album (2012)
- «Song A Day: Year Three» (2011)
- «Song A Day: The Album» (2011)[9]
- «Song A Day: Year Two» (2011)
- «Song A Day: Year One» (2010)
- «Barefoot in the Family Tree EP» (2009)
- «Tonight I’m Gonna Shave My Head» (2007)
- "The Mushroom Singdom Vol. 0-3 " (2007)
- «The Mario Opera: Acts 2 + 3 Demos» (2006)
- «The Mario Opera: Act 1 (demos)» (2005)
- «Songs for Girls» (2005)
- «There Are So Many Possibilities» (2004)
- «I’ve Got A Bigger Radio» (2004)
- «Novox The Robot» (2004)